# 석성초등학교 (전남)
석성초등학교는 대한민국 전라남도 함평군 함평읍 돌머리길 456 (석성리)에 있었던 초등학교이다.

## 연혁
- 1999년 9월 1일 함평초등학교에 통폐합
- 1999년 2월 19일 제20회 졸업식(누계 559명)
- 1984년 6월 12일 병설유치원 개교
- 1979년 3월 3일 석성초등학교로 독립개교
- 1973년 3월 1일 함평서국민학교 석성분교장 개설
- 1971년 6월 5일 설립인가